# Cmentarz ewangelicko-augsburski w Warszawie

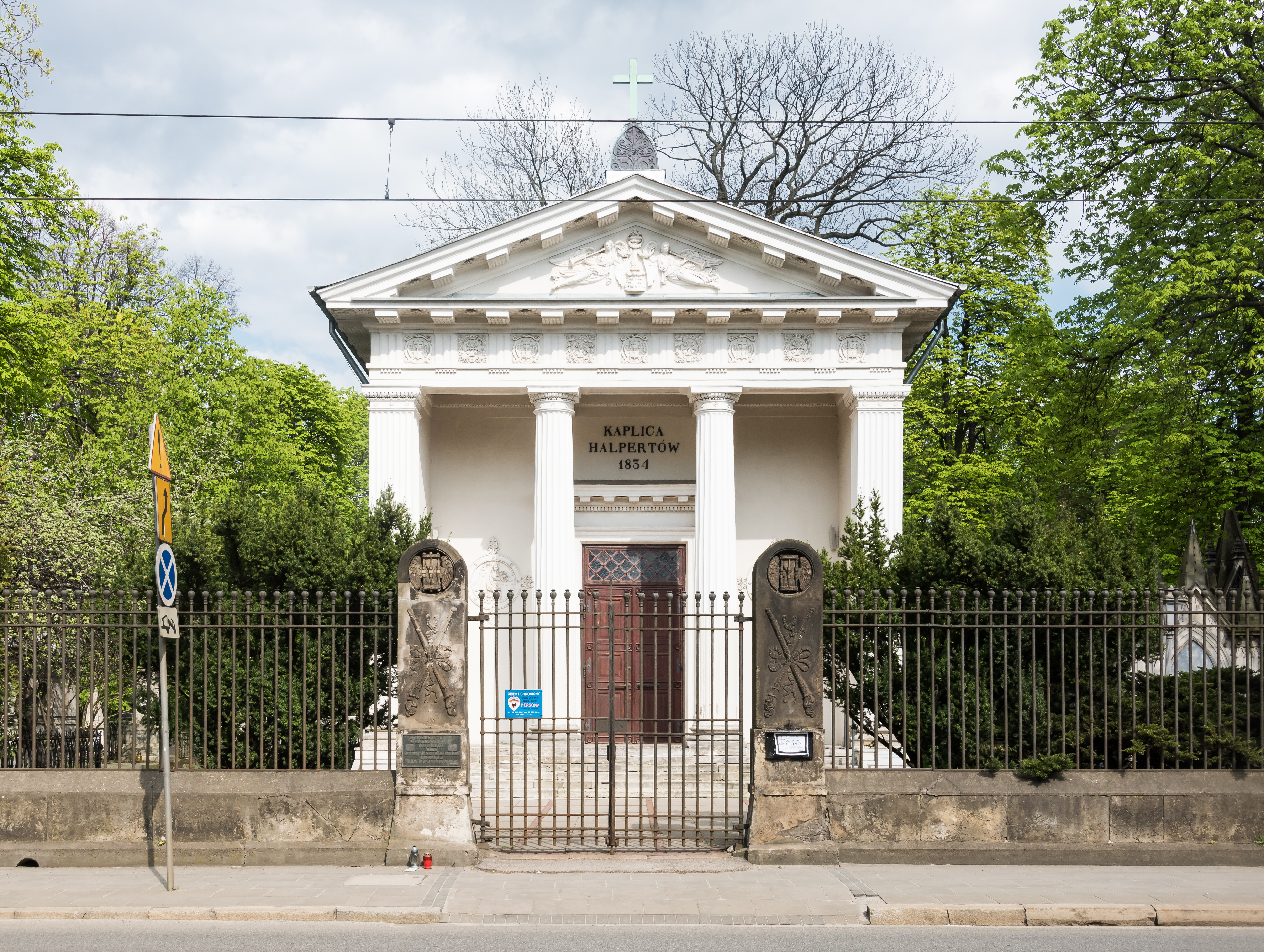
Kaplica Halpertów

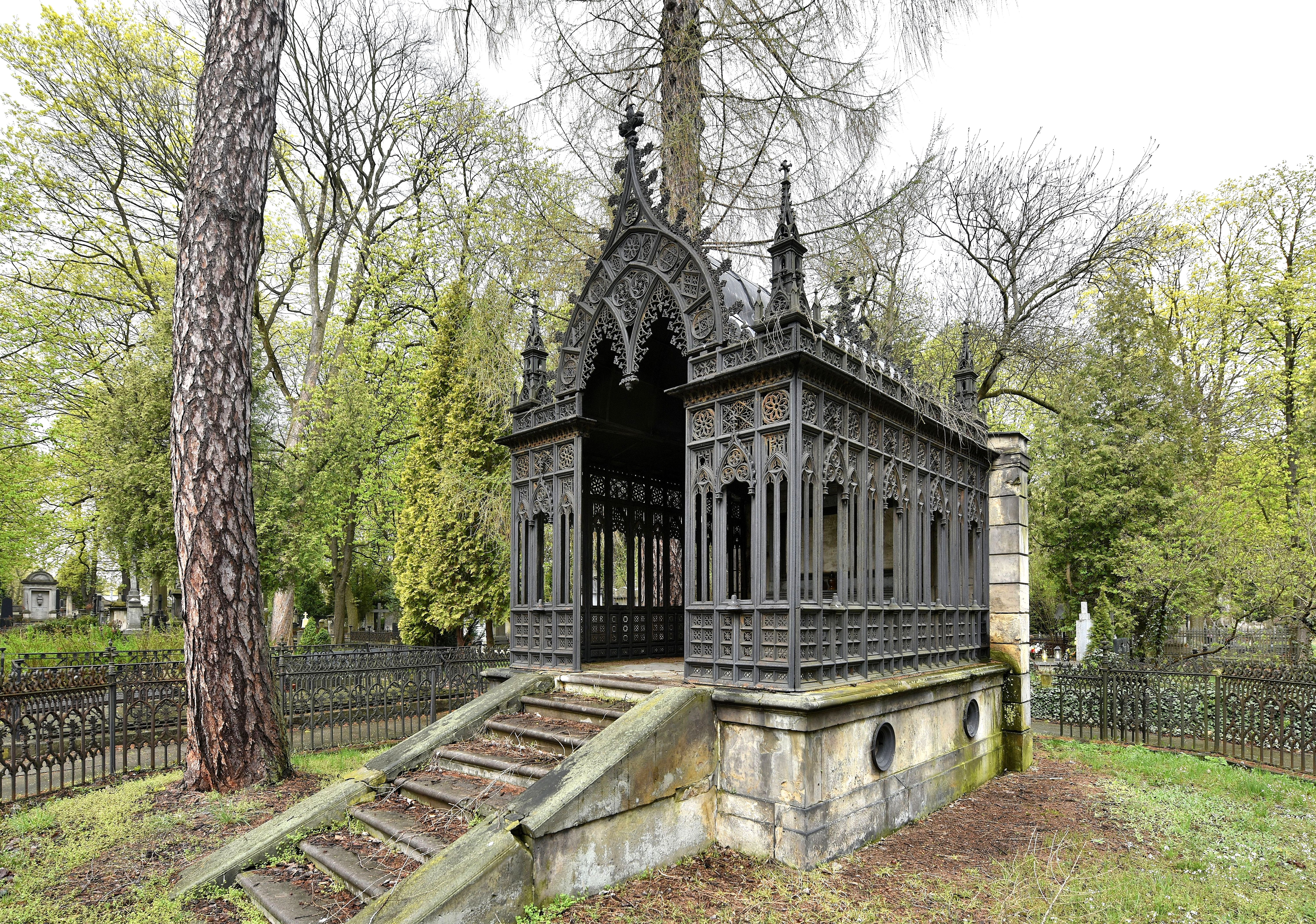
Wykonana z żeliwa kaplica rodziny Braeunigów, najpiękniejszy przykład architektury neogotyckiej na warszawskich cmentarzach ewangelickich

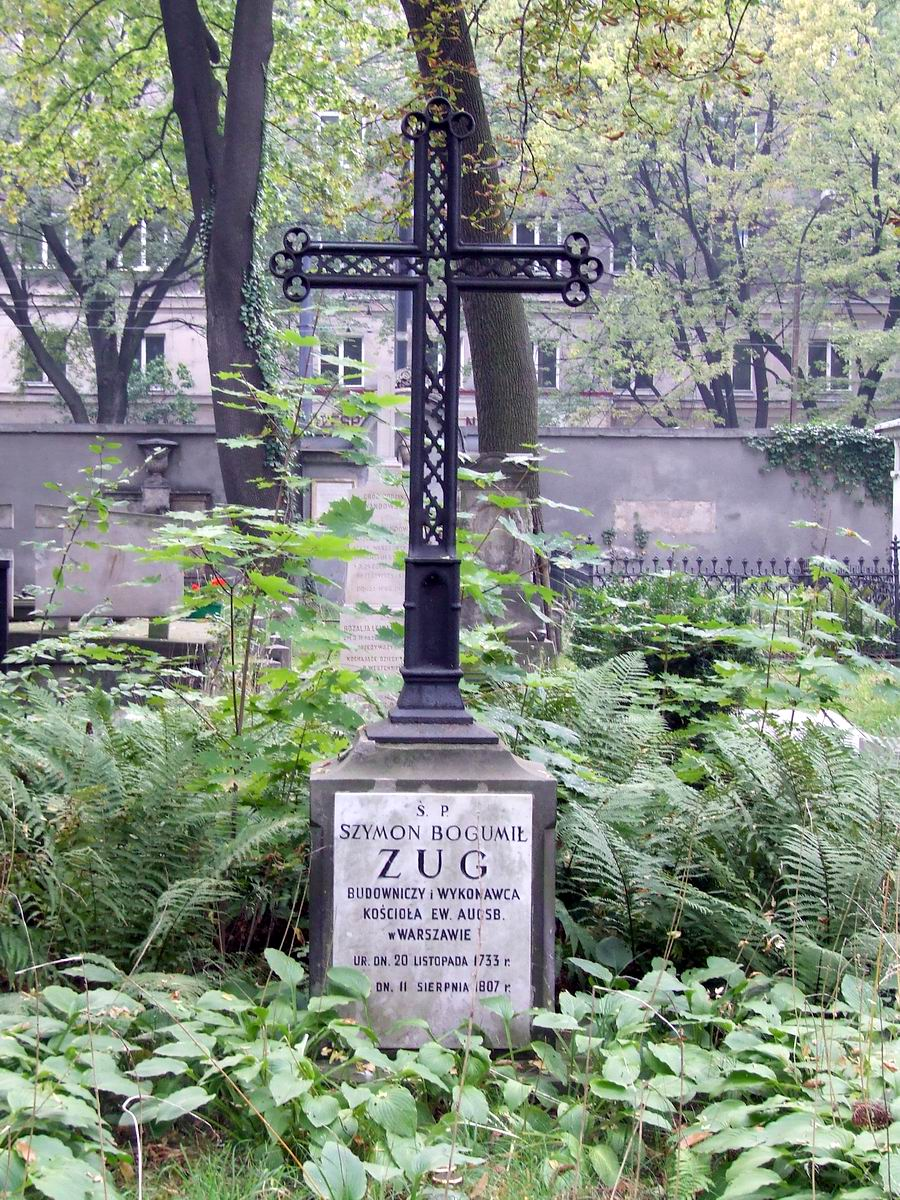
Grób Szymona Bogumiła Zuga

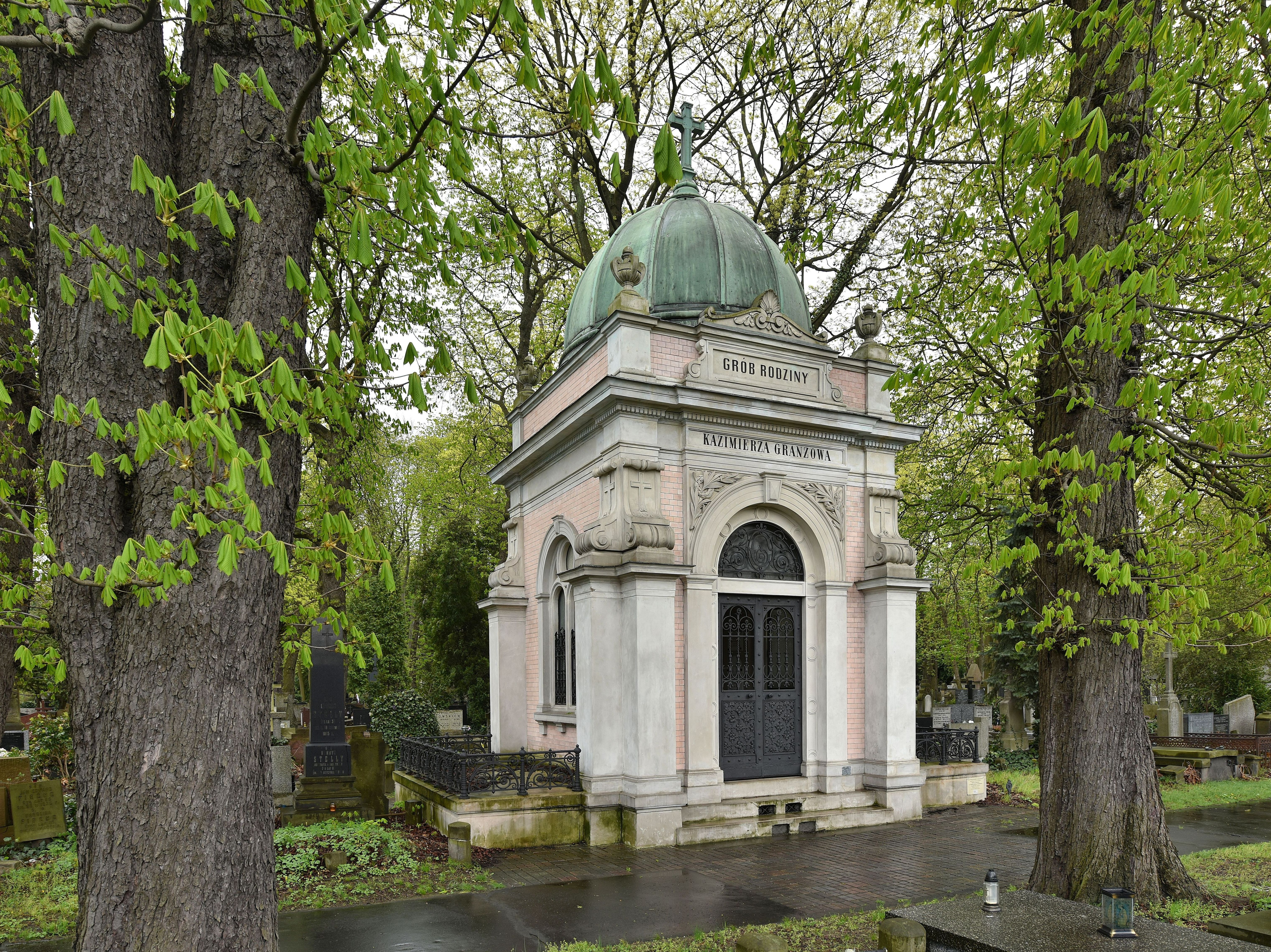
Grób rodziny Kazimierza Granzowa

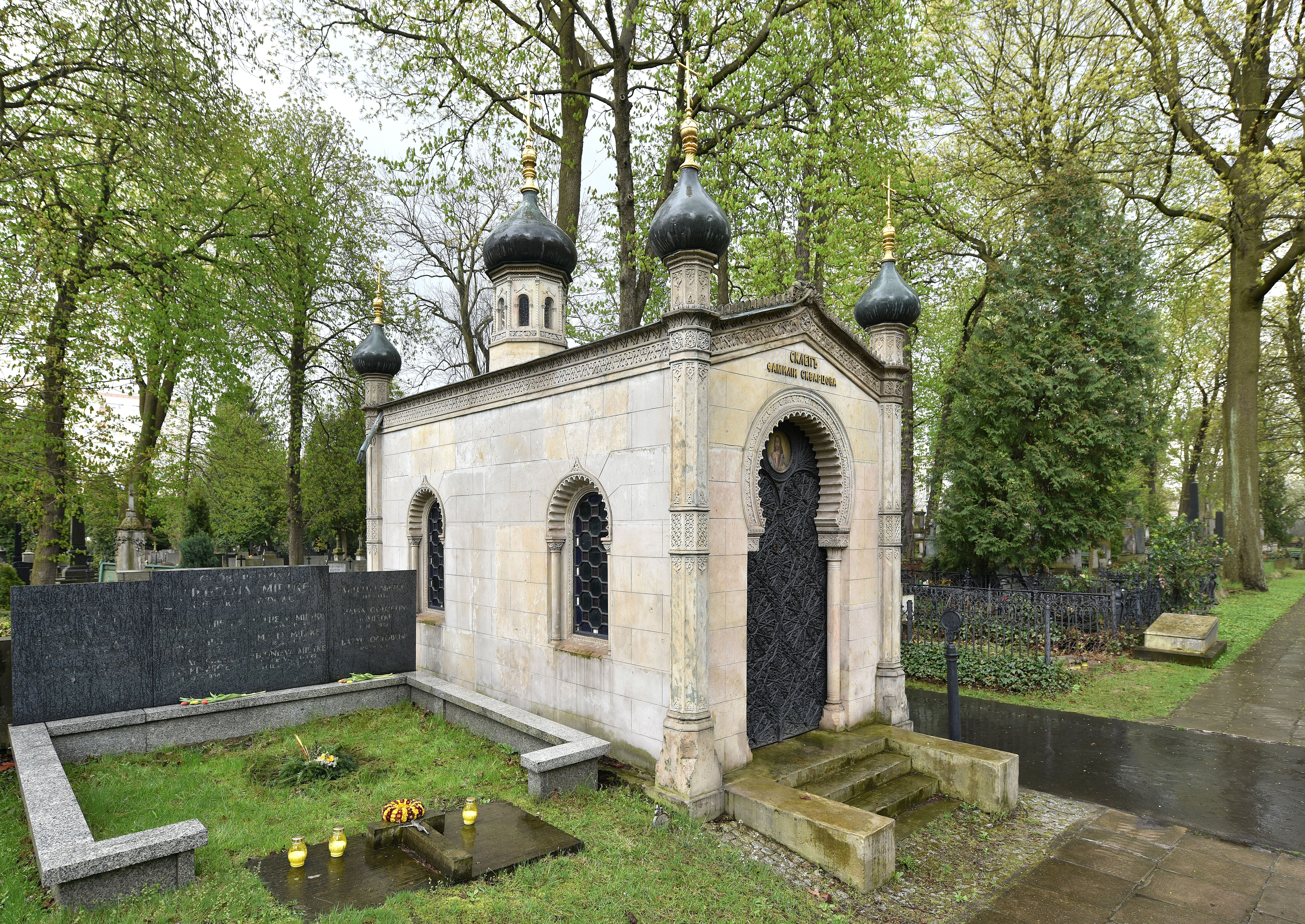
Grobowiec Iwana Skwarcowa

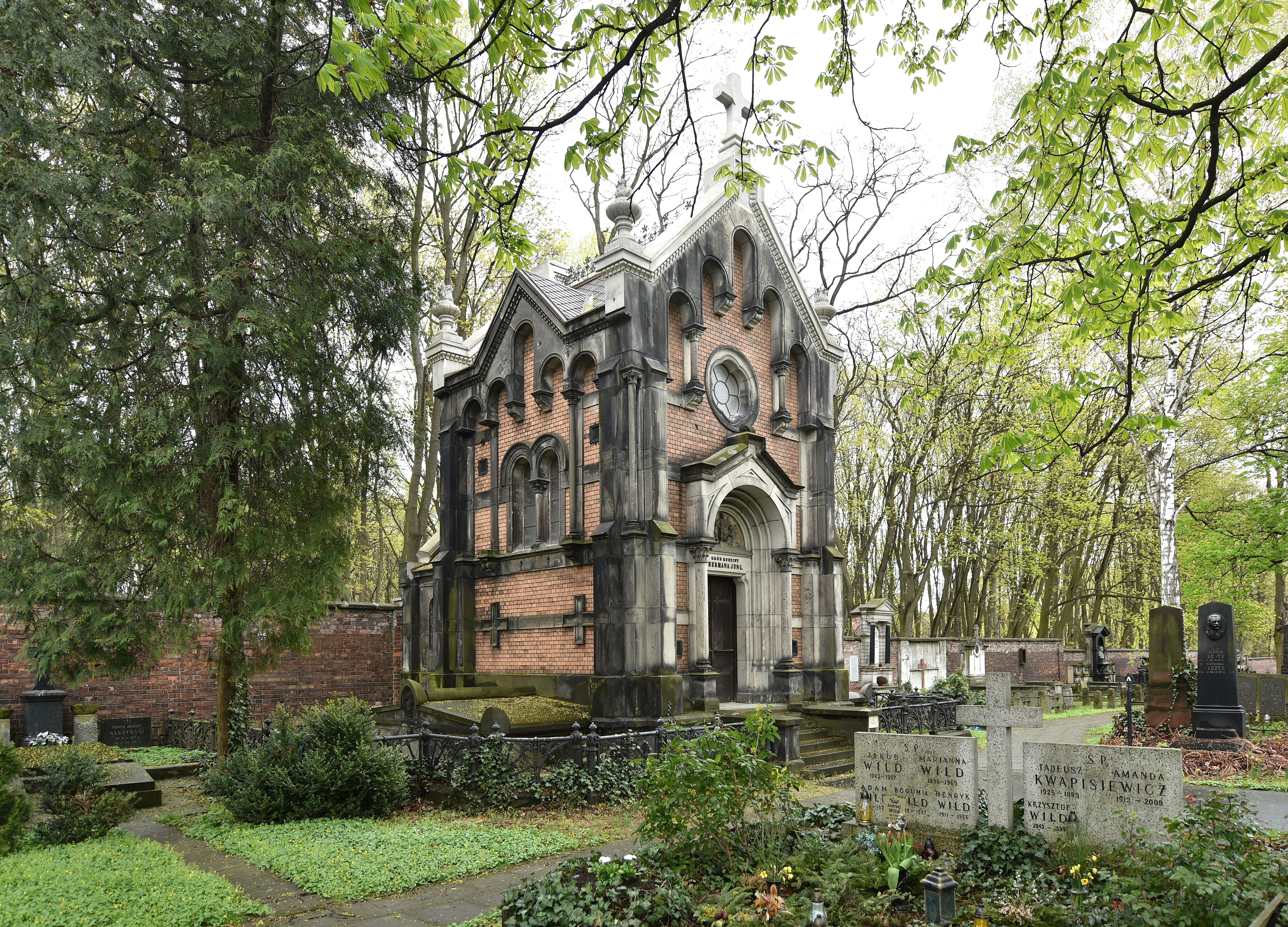
Kaplica grobowa Hermana Junga

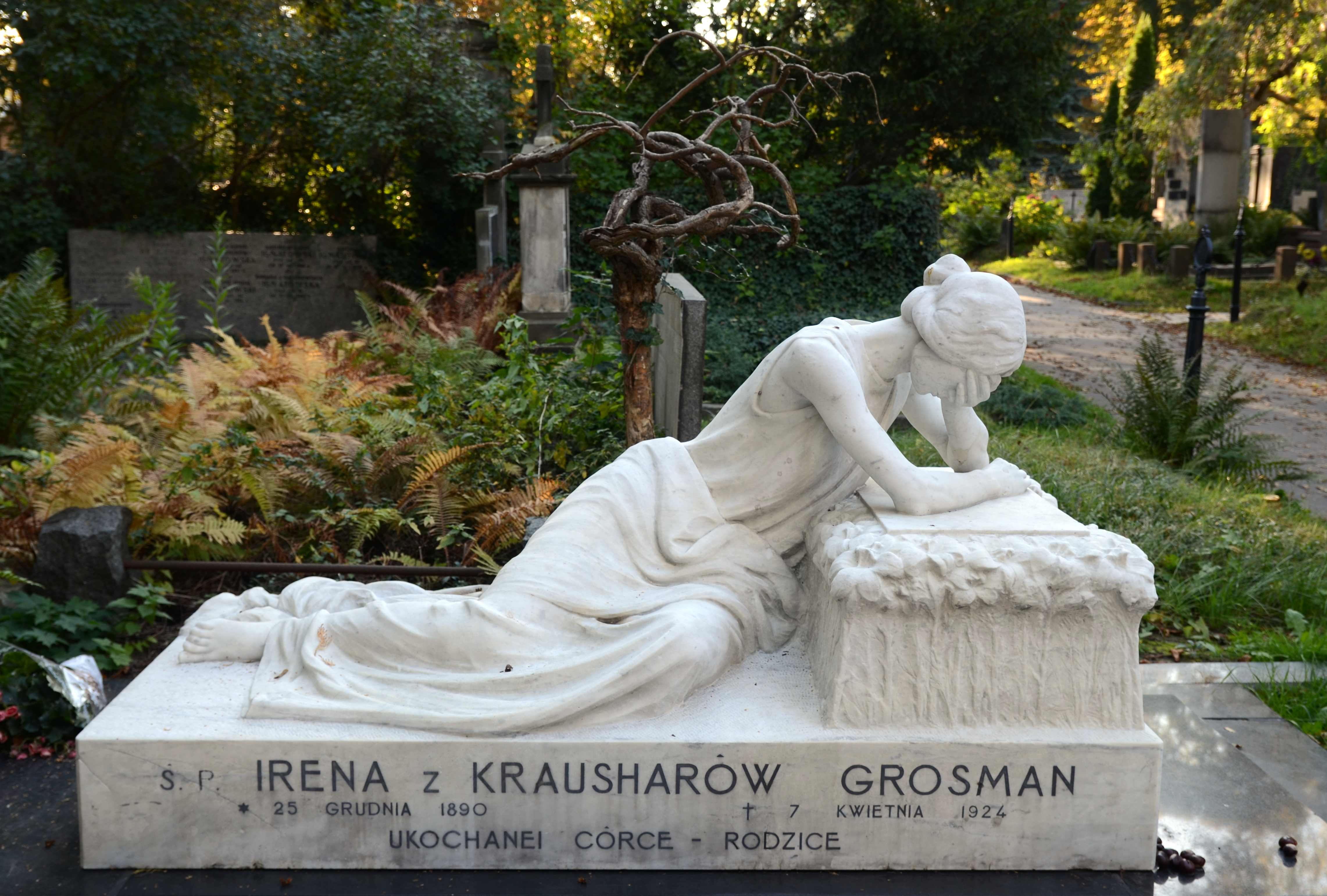
Nagrobek Ireny Grosman

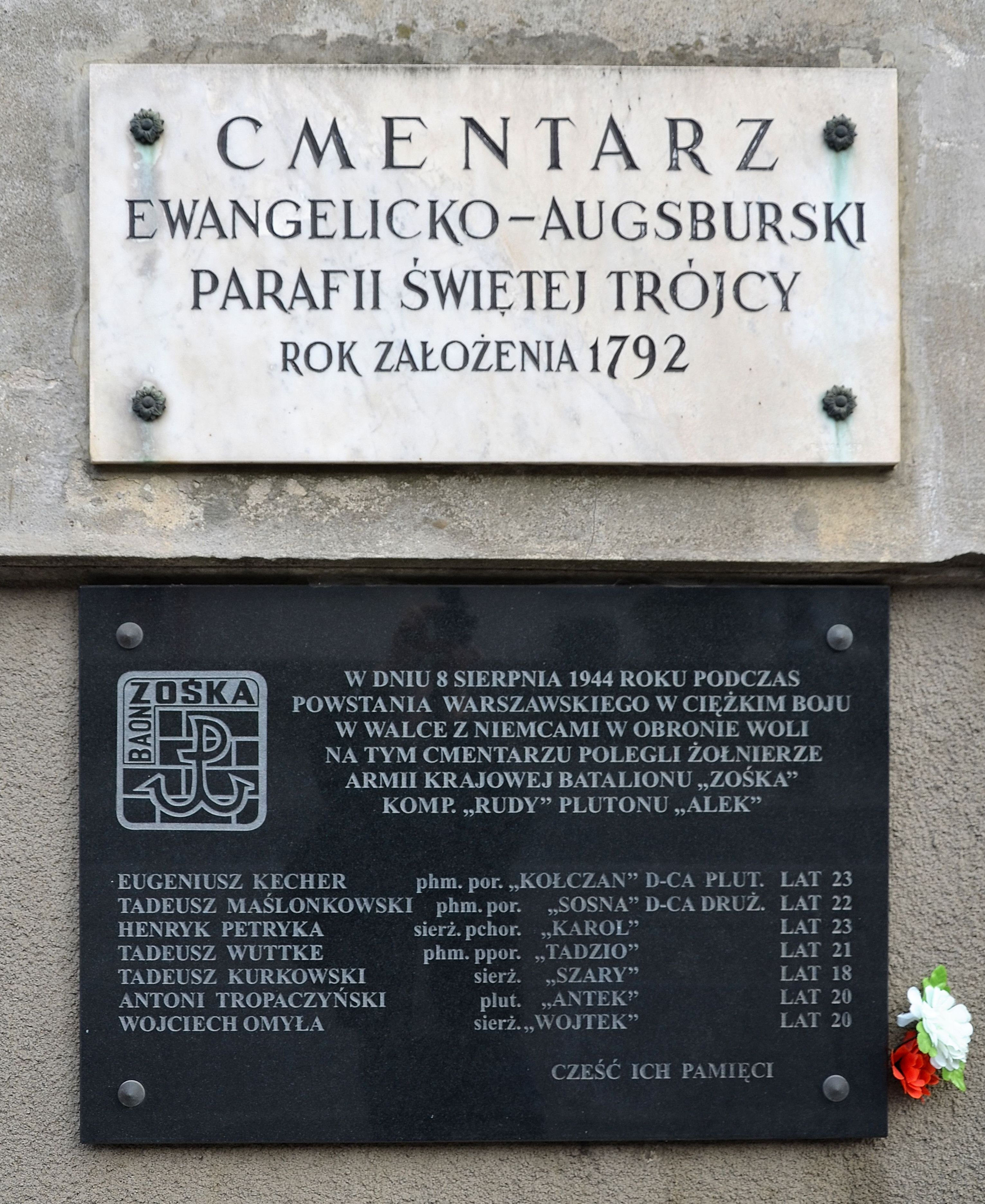
Tablica upamiętniająca żołnierzy batalionu „Zośka” poległych w czasie obrony cmentarzy wolskich (1944)

Cmentarz ewangelicko-augsburski – zabytkowy cmentarz protestancki znajdujący się w dzielnicy Wola w Warszawie, przy ulicy Młynarskiej 54/58.

## Opis
Nekropolia została założona 2 maja 1792. Projektantem był Szymon Bogumił Zug. W latach 1833−1835 zbudowano kaplicę rodziny Halpertów, która zaczęła służyć gminie luterańskiej jako kaplica przedpogrzebowa.
W czasie powstania warszawskiego w 1944 roku przez kilka dni na jego terenie toczyły się ciężkie walki, które spowodowały duże zniszczenia. Powstańcy, żołnierze batalionu „Parasol”, w wyniku niemieckiego natarcia zostali wyparci z terenu nekropolii 9 sierpnia 1944.
Przy wschodnim murze znajduje się lapidarium, w którym zgromadzono płyty i nagrobki, głównie z XIX wieku, które po zniszczeniach nekropolii (w tym ksiąg cmentarnych) trudno było umieścić na pierwotnym miejscu.
Na cmentarzu spoczywa około 100 tys. zmarłych.
W 1965 roku nekropolia została wpisana do rejestru zabytków. W 2014 roku cmentarz, razem z pięcioma innymi nekropoliami tworzącymi zespół zabytkowych cmentarzy wyznaniowych na Powązkach, został uznany za pomnik historii.

## Pochowani na cmentarzu
- Henryk Leopold Bartsch (1832–1899) – duchowny, muzyk, superintendent ewangelicki w Warszawie
- Anna Białowolska (1938–2014) – geochemik, profesor Uniwersytetu Warszawskiego
- Franciszek Blechert (1862–1921) – generał major
- Stanisław Brun (1830–1912) – przedsiębiorca
- Józef Banek (1899–1989) – Sprawiedliwy wśród Narodów Świata
- Stefan Brzoza (1950–1985) – bard i pieśniarz uliczny, działacz opozycji antykomunistycznej, uczestnik demonstracji studenckich
- Witold Benedyktowicz (1921–1997) – duchowny i teolog, superintendent naczelny (zwierzchnik) Kościoła Metodystycznego w Polsce
- Małgorzata Braunek (1947–2014) – aktorka
- Irena Burke (1922–2000) – warszawska scenografka i kostiumografka teatralna
- Juliusz Bursche (1868–1942) – biskup ewangelicki, zamordowany przez hitlerowców (grób symboliczny)
- Adolf Daab (1872–1924) – warszawski przemysłowiec i radny miasta Warszawy oraz radny parafii Ewangelicko-Augsburskiej Św. Trójcy.
- Ryszard Danielczyk (1904–1943) – duszpasterz ewangelicki na Pomorzu i Górnym Śląsku
- Maria Drewniakówna (1908–2014) – śpiewaczka operowa
- Alfred Figaszewski (1924–2020) – duchowny luterański, uczestnik walk II wojny światowej, nestor duchowieństwa luterańskiego w Polsce
- Zygmunt Figurzyński (1911–1974) – inżynier elektrotechnik, pionier elektryfikacji kolei w Polsce[7]
- Władysław Findeisen (1926−2023) − rektor Politechniki Warszawskiej
- Dawid Flamm (1793–1876) – ginekolog
- Joanna Flatau (1928–1999) – lekarka
- Antoni Freyer (1845–1917) – farmaceuta
- Jan Bogumił Freyer (1778–1828) – lekarz, profesor medycyny
- Jan Karol Freyer (1808–1867) – lekarz
- Karol August Freyer (1801–1883) – kompozytor
- Zbigniew Frieman (1927–2019) – altowiolista i dyrygent, pedagog Akademii Muzycznej im. Grażyny i Kiejstuta Bacewiczów w Łodzi
- Andrzej Garlicki (1935–2013) – historyk
- Woldemar Gastpary (1908–1984) – teolog, rektor Chrześcijańskiej Akademii Teologicznej w Warszawie
- Jakub Gay (1801–1849) – architekt
- Gustaw Adolf Gebethner (1831–1901) – współzałożyciel firmy księgarskiej Gebethner i Wolff
- Zygmunt Gebethner (1923−2020) − uczestnik powstania warszawskiego, członek Kapituły Orderu Virtuti Militari
- Stanisław Gebethner (1935−2021) – prawnik, politolog, nauczyciel akademicki
- Wojciech Gerson (1831–1901) – malarz, pejzażysta, przedstawiciel realizmu
- Jan Henryk Geysmer (1780-1835) – przemysłowiec pochodzenia niemieckiego, ziemianin
- Antoni Goerne (1890-1957) – polski ekonomista i narodowiec
- Kazimierz Granzow (1832–1912) – przedsiębiorca
- Wanda Grodzieńska (1906–1966) – poetka i pisarka
- Michał Gröll (1722–1798) – księgarz i wydawca warszawski pochodzenia niemieckiego
- Błażej Haberbusch (1806–1878) – piwowar, współwłaściciel browaru Haberbusch i Schiele
- Franciszek Habdas (1906–1977) – architekt, rzeźbiarz, medalier
- Borys Halpert (1805–1861) – urzędnik, dyrektor Warszawskich Teatrów Rządowych
- Salomon Halpert (1773–1832) – bankier, dzierżawca monopolu tytoniowego
- Andrzej Hausbrandt (1923–2004) – teatrolog, krytyk teatralny, prozaik
- Teodor Hertz (1822–1884) – kompozytor
- Jan Heurich (1834–1887) – architekt i budowniczy
- Michał Jan Hube (1737-1807) – nauczyciel, pedagog, fizyk i matematyk, dyrektor Szkoły Rycerskiej
- Maciej Iłowiecki (1935−2023) – dziennikarz, publicysta, zastępca przewodniczącego Krajowej Rady Radiofonii i Telewizji
- Aleksander Jałosiński (1931–2014) – fotografik i fotoreporter
- Tadeusz Stefan Jaroszewski (1931–2000) – historyk sztuki
- Herman Jung (1818–1890) – polski piwowar
- Edward Jürgens (1827–1863) – działacz patriotyczny
- Jerzy Kahané (1901–1941) – duchowny ewangelicki (mogiła symboliczna)
- Jan Chrystian Kamsetzer (1753–1795) – architekt na dworze Stanisława Augusta Poniatowskiego
- Karol Karski (1940–2025) – teolog ewangelicki, profesor nauk teologicznych
- Emil Kipa (1886–1958) – historyk
- Henryk Klawe (1832–1926) – farmaceuta, prezes Warszawskiego Towarzystwa Farmaceutycznego, założyciel przedsiębiorstwa „Magister Klawe”
- Edward Kłosiński (1943–2008) – operator filmowy
- Herman Knothe (1879–1961) – Wielki Łowczy II Rzeczypospolitej, Generalny Łowczy Lasów Państwowych
- Jan Koelichen (1872–1952) – neurolog
- Gabriela Kownacka (1952–2010) – aktorka
- Piotr Königsfels (zm. 1799) – komendant Korpusu Paziów Królewskich
- Tadeusz Kotula (1923–2007) – historyk
- Zygmunt Kuźwa (1904–1944) – duchowny, kapelan i żołnierz AK
- Henryk Liefeldt (1894–1937) – polski kierowca wyścigowy, inżynier mechanik, konstruktor, pierwszy automobilowy mistrz Polski (1927)
- Samuel Bogumił Linde (1771–1847) – polski leksykograf, językoznawca i bibliotekarz
- Marek Leykam-Lewiński (1908–1983) – architekt
- Ewa Machut-Mendecka (1946−2021) − arabistka i islamistka
- Janusz Tadeusz Maciuszko (1957–2020) – historyk Kościoła, profesor nauk teologicznych
- Lech Ludwik Madaliński (1900–1973) – polski aktor teatralny
- Jan Fryderyk Wilhelm Malcz (1795–1852) – lekarz
- Karol Henryk Martens (1868–1948) – inżynier, filantrop, doktor honoris causa Politechniki Warszawskiej
- Henryk Messing (1893–1977) – rolnik, działacz społeczny, poseł na Sejm IV kadencji (1935–1938) w II Rzeczypospolitej
- Janusz Messing (1919–2010) – Cichociemny, uczestnik Powstania Warszawskiego
- Zygmunt Michelis (1890–1977) – duchowny, biskup-adiunkt Kościoła Ewangelicko-Augsburskiego w Polsce
- Mieczysław Milecki – aktor
- Zofia Mingardi – śpiewaczka, sopranistka
- Włodzimierz Missol (1904–1986) – polski duchowny luterański
- Barbara Modelska (1935–2014) – aktorka filmowa
- Franciszek Modl (1831-1893) – generał armii rosyjskiej
- Janusz Narzyński (1928–2020) – biskup luterański, zwierzchnik Kościoła ewangelicko-augsburskiego w RP, prezes Polskiej Rady Ekumenicznej
- Juliusz Narzyński (1934–2020) – malarz
- Włodzimierz Nast (1942–2020) – duchowny luterański, doktor teologii, wykładowca Chrześcijańskiej Akademii Teologicznej, działacz ekumeniczny
- Ryszard Nawrocki (1940−2011) − polski aktor
- Franciszek Ludwik Neugebauer (1856–1914) – ginekolog
- Ludwik Adolf Neugebauer (1821–1890) – ginekolog
- Joanna Neybaur (1802–1885) – filantropka, „Matka sierot”
- Jan Bogusław Niemczyk (1926–1990) – teolog, rektor Chrześcijańskiej Akademii Teologicznej w Warszawie
- Stefan Nowak (1924–1989) – socjolog
- Waldemar Nowakowski (1933–2023) – działacz niepodległościowy, powstaniec Warszawski, młodociany więzień polityczny
- Wiktor Niemczyk (1898–1980) – teolog, biblista, rektor Chrześcijańskiej Akademii Teologicznej w Warszawie
- Jan Oderfeld (1908–2010) – prof. dr inż. Politechniki Warszawskiej
- Waldemar Osterloff (1858–1925) – pedagog i językoznawca
- Leopold Otto (1819–1882) – duchowny, działacz narodowy
- Zofia Palowa (1923–2020) – artystka sztuk plastycznych
- Ryszard Paszko (1878–1940) – duchowny, senior (biskup) Wojska Polskiego II RP (grób symboliczny)
- Adam Pilch (1965–2010) – ks. ewangelicki, zm. w katastrofie pod Smoleńskiem
- Karol Plage (1857–1927) – numizmatyk
- Jerzy Fryderyk Poths (1750–1806) – bankier, dyrektor Dyrekcji Biletów Skarbowych
- Waldemar Preiss (1936-2024) – duchowny luterański, wykładowca ChAT
- Miłogost Reczek (1961−2021) – aktor teatralny i dubbingowy
- Ryszard Reiff (1923–2007) – polityk, prawnik, publicysta, przewodniczący Stowarzyszenia PAX, poseł na Sejm PRL IV i VIII kadencji, senator I kadencji
- Genowefa Rejman (1925-2011) – profesor nauk prawnych, nauczycielka akademicka, polityk ZSL, posłanka na Sejm PRL VIII kadencji
- Tadeusz Rolke (1929-2025) - fotograf, powstaniec warszawski
- Jan Rosen (1854–1936) – malarz batalista (w rodzinnym grobowcu)
- Wilhelm Rotkiewicz (1906–1983) – inżynier, konstruktor radiowego sprzętu odbiorczego, prof. Politechniki Warszawskiej
- Stanisław Rotwand (1839–1916) – prawnik, przemysłowiec, finansista, filantrop, działacz społeczny i gospodarczy
- Jarosław Rudniański (1921–2008) – filozof, psycholog, prakseolog, prof. Instytutu Filozofii i Socjologii PAN
- Andrzej Ruszkarski (1934–2025) – mgr inż. mechanik, wiceminister hutnictwa i przemysłu maszynowego (1983-1987)
- Bronisław Rydzewski (1884–1945) – geolog, senator
- Jakub Salinger (1807–1881) – uczestnik powstania styczniowego, sybirak
- Konstanty Schiele (1817–1866) – współwłaściciel browaru Haberbusch i Schiele
- Adolf Schimmelpfennig (1834–1896) – architekt niemieckiego pochodzenia
- Adolf Scholtze (1833–1914) – przemysłowiec
- Jan Adolf Schroeder (1789–1860) – lekarz, kawaler Orderu Virtuti Militari
- Fryderyk Adolf Schütz (1782–1854) – warszawski architekt i budowniczy
- Gustaw Adolf Sennewald (1804–1860) – warszawski wydawca
- Jacek Skubikowski (1954–2007) – piosenkarz, gitarzysta, kompozytor i autor tekstów, prezenter telewizyjny i sceniczny, prawnik
- Iwan Skwarcow (1788–1850) – kupiec rosyjski, inwestor przebudowy pałacu Saskiego
- Emil Sokal (1851–1928) – specjalista w zakresie budowy kanalizacji i wodociągów
- Franciszek Sokal (1881–1932) – inżynier, polityk, minister, dyplomata
- Ryszard Sosnowski (1932−2023) − fizyk doświadczalny
- Ludwik Spiess (1820–1896) – farmaceuta, przemysłowiec
- Stefan Starczewski (1935–2014) – pedagog, socjolog, działacz Komitetu Obrony Robotników, wiceminister kultury w rządzie Tadeusza Mazowieckiego
- Mirosław Starost (1910–1961) – krytyk literacki, publicysta
- Edward Strasburger (1882–1923) – ekonomista, profesor nauki skarbowości
- Jan Sunderland (1891–1979) – prawnik, artysta fotografik, krytyk sztuki
- Bronisław Syzdek (1922–2001) – historyk, pisarz, działacz PZPR
- Wiktor Szeliński (1921–1984) – harcmistrz
- Jan Szeruda (1889–1962) – duchowny, pełniący obowiązki biskupa (zwierzchnika) Kościoła w latach 1945–1951
- Michał Szubert (1787–1860) – profesor, twórca Ogrodu Botanicznego w Warszawie
- Jan Chrystian Schuch (1752–1813) – architekt, ogrodnik
- Jan Maciej Hipolit Szwarce (1811–1884) – powstaniec listopadowy
- Ryszard Trenkler (1912–1993) – duchowny, proboszcz parafii Św. Trójcy i senior diecezji warszawskiej
- Wilhelm Troschel (1823–1887) – artysta operowy i kompozytor
- Jan Krystian Ulrich (1809–1881) – założyciel ogrodów Ulrichów
- Zygmunt Vogel (1764–1826) – polski malarz akwarelista, rysownik i architekt
- Karol Wajs (1924–1997) – profesor, inżynier
- Jan Walter (1934–1995) – duchowny luterański, senior diecezji warszawskiej i małżonka Ewa Walter (1938–2006), działaczka kobiecych organizacji religijnych
- Emil Wedel (1839–1919) – przemysłowiec warszawski
- Edward Wende (1830–1914) – wydawca
- Edward Wende (1874–1949) – duchowny ewangelicki
- Edward Wende (1936–2002) – adwokat, opozycjonista z czasów PRL, polityk Unii Wolności
- Karol Wendt (1882–1934) – senator II RP, piekarz, działacz społeczny
- Wiesław Wernic (1906–1986) – pisarz, autor popularnego cyklu „Saga traperska”
- Władysława Weychert-Szymanowska (1874-1951) – pedagog oraz działaczka socjalistyczna i feministyczna.
- Michalina Wisłocka (1921–2005) – lekarka-seksuolożka.
- Bogdan Wnętrzewski (1919–2007) – architekt, jeden z pierwszych więźniów obozu koncentracyjnego Auschwitz
- Romuald Zerych (1888–1964) – rzeźbiarz
- Szymon Bogumił Zug (1733–1807) – architekt wielu klasycystycznych obiektów w Polsce
- Eugenia Podborówna (1897-1975) – aktorka teatralna